# Lungești
Lungești là một xã thuộc hạt Vâlcea, România. Dân số thời điểm năm 2002 là 3693 người. Xã gồm 6 làng là: Carcadieşti, Dumbrava, Fumureni, Gănţulei, Lungeşti và Stăneşti-Lunca.